# 맨 오브 타이 치
《맨 오브 타이 치》(영어: Man of Tai Chi, 중국어: 太極俠)은 2013년 공개된 중국, 미국의 액션 영화이다.

## 줄거리
홍콩 경찰관 쑨징은 불법 격투기 운영을 주최하는 도나카 마크를 수사하고 있다. 도나카는 무림왕 대회에서 젊은 노동 계급의 태극권 제자인 타이거를 영입하려고 시도한다. 도나카는 그를 위해 싸우는 대가로 많은 돈을 제안하지만, 타이거는 돈을 위해 싸우는 것이 자신의 명예를 훼손할 것이므로 거절한다.
얼마 지나지 않아 토지 조사관들은 타이거의 태극권 사원이 구조적으로 안전하지 않다고 선언하고 사원을 철거할 계획을 밝힌다. 사원을 보존하기 위해 타이거는 평화와 안녕을 기르는 장소라고 주장하며 역사적 보호 지위를 신청한다. 그러나 그는 사원을 수리하는 데 많은 돈이 필요했고 도나카의 제안을 수락한다.
도나카의 싸움은 부유한 사람들이 즐기는 현대 검투 경기의 형태를 띤다. 타이거는 사원을 수리하고 생활의 질을 향상시킬 충분한 돈을 벌지만, 더욱 잔혹한 스타일을 발전시킨다. 무림 대회에서 타이거는 상대방을 잔인하게 부상시킨다. 당국은 그의 사원 역사 보호 청원을 거부하는데, 대회에서의 그의 행동이 평화와 안녕을 분명히 대변하지 않기 때문이다. 타이거는 다음 상대를 거의 죽일 뻔하지만 마지막 순간에 포기한다. 자신이 얼마나 나쁘게 변했는지 깨달은 타이거는 도나카를 위해 싸우는 것을 멈출 것이라고 선언하고 쑨징 경찰관에게 연락한다. 그들은 다음 싸움의 위치를 추적하고 도나카를 체포할 계획을 세운다.
도나카는 타이거를 위한 사투를 준비한다. 도나카는 타이거를 조종하기 위해 사원의 위기를 어떻게 조작했는지 밝힌다. 그는 순수한 무술가에서 무자비한 살인자로 그를 변화시키고 싶어했다. 타이거는 배정된 상대와 싸우기를 거부하고 쑨징의 경찰관들이 복합 건물을 급습하지만 도나카는 탈출한다. 나중에 도나카는 사원에 도착하여 타이거와 싸움을 시작한다. 도나카는 처음에는 우위를 점하지만 타이거는 태극권 훈련을 다시 받아 칼에 찔렸음에도 불구하고 도나카를 손바닥으로 공격한다. 죽어가는 도나카는 타이거를 살인자로 밀어붙인 것에 대한 만족감을 표현한다.
그 후, 쑨징은 총경으로 승진하고 타이거의 사원 청원은 성공한다. 타이거는 링콩 태극권의 유산을 이어가기 위해 도시에 자신만의 태극권 학교를 열려고 한다.

## 출연

### 주연
- 키아누 리브스 : 도나카 마크 역
- 타이거 첸 : 타이거 역

### 조연
- 우해 : 양 사부 역
- 임달화 : 왕 경감 역
- 엽청 : 칭샤 역
- 막문위 : 순징시 경위 역
- 제레미 매리너스 : MMA 역
- 브라힘 아캅바케 : 태권도 파이터 역
- 유승준 : 기택 역

### 단역
- 이코 우웨이스 : 길랑 순자야 역

## 수상
- 2013년 제38회 토론토국제영화제 후보 특별한 발표 부문 (키아누 리브스)